# Brunton Park Stadium
Il Brunton Park è la casa del Carlisle United F.C. Si trova a Carlisle, Cumbria e ha una capacità di 16 981. Brunton Park è suddiviso in quattro distinti stand; il Warwick Road End, la East Stand, la West Stand e la Fine Petteril.

## Warwick End Road
Il più caratteristico dei quattro al Brunton Park, è situato all'estremità sud dello stadio. Anche se è chiamato "Unison Stand" nel quadro di un accordo di sponsorizzazione, è ancora appassionatamente conosciuto come 'The Warwick' per la maggior parte dei tifosi del Carlisle.
Capacità:3.500

## East Stand
Denominato "The Story Homes Stand", è un unico stand a livelli. Anche se essendo stato costruito un certo numero di anni fa, il club non hanno ancora completato l'interno dello stand, così gli spazi alla parte superiore del supporto per le caselle degli esecutivi ancora sono vuoti. Questo perché il club aveva eretto lo stand, al fine di muovere il passo ulteriore verso nord così un nuovo stand al termine meridionale dello stadio che poteva anche essere costruito.
Capacità: c. 6.000

### Record
Record di presenze:
- 27 500 (Carlisle-Birmingham City), 5 gennaio 1957, 3 ° turno di FA Cup
- 27 500 (Middlesbrough- Carlisle), 7 febbraio 1970, 5 di FA Cup

Incassi record:
- 146000 £ (Carlisle-Tottenham Hotspur), 30 settembre 1997, Coca Cola Cup 2 ° turno